# Erigeron droebachensis
Erigeron droebachensis O.F.Müll. – gatunek roślin z rodziny astrowatych. Występuje w środkowej i wschodniej Europie – od Niemiec i Austrii po Kaukaz i Ural oraz na Półwyspie Skandynawskim. W Polsce rozmieszczenie jest słabo udokumentowane, znany jest z zachodniej części kraju od Pomorza, poprzez Wielkopolskę po Górny i Dolny Śląsk oraz z Sudetów i Karpat.
Takson bywa różnie ujmowany, także jako odmiana lub podgatunek przymiotna ostrego i bywa też rozbijany na dwa odrębne taksony. 

## Morfologia
PokrójRoślina zielna osiągająca od ok. 20 do ok. 100 cm wysokości o łodygach prosto wzniesionych lub podnoszących się, bardzo słabo owłosionych lub nagich.
LiścieDolne skupione w rozety przyziemne. Liście w rozecie i dolne liście łodygowe są podługowate do odwrotnie jajowatych, zwężone w dole, na wierzchołku tępe lub zaostrzone. Wyższe liście łodygowe na niższych roślinach bardzo wąskie i krótkie (subsp. droebachensis), na wyższych roślinach liczne i podobne do dolnych – nieznacznie zmniejszające się z wysokością (subsp. macrophyllus).
KwiatyZebrane w koszyczki, których na mniejszych roślinach bywa czasem tylko kilka, a na większych ponad 70. Okrywa jest kubeczkowata o długości 4–7 mm. Listki okrywy są wąskolancetowate, ciemne i nagie lub co najwyżej z pojedynczymi szczecinkami lub z gruczołkami. Na brzegu koszyczka występują kwiaty języczkowe o języczku nie dłuższym lub niewiele dłuższym od kwiatów rurkowatych.
Gatunek podobnyW Europie Środkowej i Wschodniej podobne kwiaty o kwiatach języczkowych niewiele dłuższych od rurkowatych ma przymiotno ostre Erigeron acris oraz Erigeron politus. Pierwszy różni się odstająco i szorstko owłosionymi łodygami, liśćmi i listkami okrywy. Drugi jest także nagi, ale ma niskie, łukowato podnoszące się łodygi osiągające do 20 cm oraz jednolicie ciemnofioletowe listki okrywy.

## Biologia i ekologia
Roślina dwuletnia i wieloletnia, kwitnąca od maja do października, na obszarach górskich od lipca do września.
Rośnie na suchych łąkach i pastwiskach, przydrożach, w żwirowiskach i miejscach kamienistych, w widnych zaroślach i lasach oraz na ich skrajach. W górach głównie w piętrach reglowych, rzadziej w piętrze kosodrzewiny.

## Taksonomia
Gatunek wyodrębniany jest w bazie taksonomicznej Plants of the World Online. W niektórych ujęciach gatunek bywa wąsko ujmowany jako takson obejmujący rośliny niskie (do 60 cm), z nielicznymi (3–30) i mniejszymi koszyczkami (4–6 mm) oraz kontrastowo mniejszymi i węższymi liśćmi łodygowymi w stosunku do liści dolnych. Rośliny większe z liśćmi podobnymi i licznymi wzdłuż pędu wyróżniane są jako Erigeron macrophyllus Herbich. W końcu też oba te taksony wyróżniane są w randze podgatunków w obrębie przymiotna ostrego (jako E. acris subsp. droebachensis (O.F.Müll.) Mela i E. acris subsp. macrophyllus (Herbich) Soó).